# Hrabstwo Ozark
Hrabstwo Ozark (ang. Ozark County) – hrabstwo w południowej części stanu Missouri w Stanach Zjednoczonych. Obszar całkowity hrabstwa obejmuje powierzchnię 755,07 mil2 (1 956 km²). Według danych z 2010 r. hrabstwo miało 33 381 mieszkańców. Hrabstwo powstało formalnie 29 stycznia 1841 roku, a swą nazwę wywodzi od Krainy Ozark, na terenie której się znajduje. W latach 1843 do 1845 hrabstwo to nosiło nazwę Decatur od nazwiska Stephena Decatura.

## Sąsiednie hrabstwa
- Hrabstwo Douglas (północ)
- Hrabstwo Howell (wschód)
- Hrabstwo Fulton (Arkansas) (południowy wschód)
- Hrabstwo Baxter (Arkansas) (południe)
- Hrabstwo Marion (Arkansas) (południowy zachód)
- Hrabstwo Taney (zachód)

## Miasta
- Gainesville

## CDP
- Pontiac
- Sundown
- Wasola

## Wioski
- Bakersfield
- Theodosia